# National Provincial Championship Division 2 1986
La National Provincial Championship Division 2 1986 fue la decimoprimera edición de la segunda división del principal torneo de rugby de Nueva Zelanda.

## Sistema de disputa
El torneo se disputa en formato todos contra todos a una sola ronda, el equipo que logra el mayor puntaje al finalizar el torneo se corona campeón y asciende a la Primera División, mientras que el último clasificado desciende directamente a la Tercera División.

## Campeonato
Tabla de posiciones
| Pos. | Equipo         | Encuentros | Encuentros | Encuentros | Encuentros | Tantos | Tantos | Tantos | PB | PB | Puntos |
| Pos. | Equipo         | PJ         | PG         | PE         | PP         | F      | C      | Dif    | BO | BD | Puntos |
| ---- | -------------- | ---------- | ---------- | ---------- | ---------- | ------ | ------ | ------ | -- | -- | ------ |
| 1.º  | Waikato        | 7          | 7          | 0          | 0          | 218    | 59     | +168   | 0  | 0  | 28     |
| 2.º  | North Harbour  | 7          | 6          | 0          | 1          | 172    | 58     | +114   | 0  | 1  | 25     |
| 3.º  | Wanganui       | 7          | 5          | 0          | 2          | 153    | 86     | +67    | 0  | 1  | 21     |
| 4.º  | Hawke's Bay    | 7          | 4          | 0          | 3          | 200    | 111    | +89    | 0  | 1  | 17     |
| 5.º  | Mid Canterbury | 7          | 3          | 0          | 4          | 76     | 138    | -62    | 0  | 1  | 13     |
| 6.º  | Marlborough    | 7          | 2          | 0          | 5          | 93     | 181    | -88    | 0  | 0  | 8      |
| 7.º  | King Country   | 7          | 1          | 0          | 6          | 63     | 173    | -110   | 0  | 1  | 5      |
| 8.º  | Buller         | 7          | 0          | 0          | 7          | 50     | 219    | -169   | 0  | 1  | 1      |

|  | Campeón.                      |
|  | Desciende a Tercera División. |

| Bandera de Nueva Zelanda |
| Campeón Waikato          |
| Primer título            |